# 鮑德溫四世 (耶路撒冷)
鲍德温四世（法語：Baudouin，1161年—1185年3月16日），耶路撒冷王國國王，艾默里一世与庫特奈的阿格尼絲之子，即位於1174年。即位初期，的黎波里伯爵雷蒙三世被选为摄政，王国内分为两派。以雷蒙、医院骑士团、西顿的雷纳德、伊柏林家族和托伦的杰弗里等本地骑士为一方，以圣殿骑士团和庫特奈家族和吕西尼昂王朝（Lusignan）等新来的骑士为另一方，1175年，安条克的雷纳德和乔瑟林从阿勒坡被释放回来，也加入了这一方。患麻瘋病的鲍德温在两派之间调停，保持着王国的稳定。
1177年11月25日，在蒙吉萨战役（Montgisard）中，16岁的鲍德温四世率领几百名骑士和数千步兵击败了萨拉丁的三万士兵。
由于鲍德温的病情恶化，骑士们决定给他的姐姐西比拉（Sibylla）找一个丈夫，作为王位继承人。他们选择了蒙特费拉特的威廉，但威廉未能成婚，就于1177年初病故。1180年，西比拉爱上了一个来东方冒险的年轻骑士、吕西尼昂的居伊（Guy of Lusignan），二人于复活节完婚。由于雷蒙德摄政反对这门婚事，居伊作为王储，加入了另一派。
鲍德温国王的病情不断恶化，他双目失明，时常发烧，身体也在腐烂（痲瘋病的病狀）。1183年，他将摄政权交给了他的姐夫居伊。1183年居伊开始公开不服从国王。鲍德温剥夺了居伊在雅法和阿斯卡德的领地，1185年他指定自己年幼的外甥，西比拉和蒙特费拉特的威廉之子蒙特费拉特的鲍德温为王储，雷蒙德伯爵为摄政，并禁止居伊参与权力，3月鲍德温四世去世。
在鲍德温四世去世后，围绕着王位继承，国内发生了一次重大的冲突。

## 早年生活
鲍德温的幼年在其父亲在耶路撒冷的宫廷内度过，与他的母亲库特奈的阿格尼丝接触甚少。后来其父为了继承兄长鲍德温三世的王位，在耶路撒冷高等法院施压下被迫与其母作废婚姻，阿格妮丝被改封为雅法和阿斯卡隆伯爵夫人（也是后来的西顿女勋爵）；但教会批准其父的请求，视西比拉和鲍德温为合法子女。他的教育者历史学家提尔的威廉（即后来的提尔主教以及耶路撒冷王国的总理大臣）在他幼年的一次玩耍嬉戏中发现，即使他的玩伴用手指甲掐他的手臂，他也感受不到疼痛。威廉立刻意识到鲍德温患上了重大疾病，但直到数年后才确诊为麻风病。青春期的开始加重了他麻风病的症状。
鲍德温的父亲于1174年逝世，同年七月十五日，13岁的鲍德温四世加冕为耶路撒冷国王。在他尚未成年时，他在两位摄政王的辅佐下治理他的王国。第一位（非正式的）摄政王是普朗西的米尔斯（Miles of Plancy），随后是其父的表弟雷蒙德。1175年，耶路撒冷摄政雷蒙三世与萨拉丁签订条约。
作为一个麻风病人，鲍德温不可能统治很长时间，也不可能拥有继承人，朝臣和贵族们对鲍德温的继承人──他的姐姐西比拉和他同父异母的妹妹伊莎贝拉──施加影响。西比拉由她的姑母伊奥维塔在伯大尼的宫廷中养大，而伊莎贝拉则由其母王太后玛利亚·科穆宁娜在纳布卢斯的宫廷中抚养成人。
鲍德温的生母阿格妮丝回到宫廷，继母玛丽亚则退居封地。

## 鲍德温在位时期
雷蒙德的摄政期于小国王加冕两周年时结束。鲍德温已长大成人。他并不认可雷蒙德与萨拉丁签订的和约，并发兵征讨大马士革与贝卡谷地附近。鲍德温还授予他刚被赎回的舅舅，名义上的埃德萨伯爵若斯兰三世高级侍从的头衔。若斯兰是鲍德温没有王位宣称权的亲戚中与他关系最近的一个男性亲属，所以鲍德温认为他值得信任，而若斯兰用他的行动证明了他的忠诚。
在雷蒙德的摄政期中，他一直致力于将西比拉嫁给法王路易七世和神圣罗马帝国皇帝腓特烈一世的表亲蒙菲拉托的威廉。威廉于1176年十月抵达圣地，并在婚后被授予雅法和亚实基伦伯爵的头衔。
1174年，仅13岁的鲍德温袭击了大马士革以从阿勒颇驱赶萨拉丁的部队。袭击大获成功。1176年，他带领前线士兵在大马士革和安都贾尔发动了类似的袭击，以击退穆斯林的袭击。鲍德温还计划袭击萨拉丁在埃及的后方基地。他派遣沙蒂永的雷纳德（前安条克公爵）到君士坦丁堡向曼努埃尔一世·科穆宁请求海军支援。此时雷纳德刚从阿勒颇的监狱中被释放出来。（因为他是皇后安条克的玛丽的继父，所以曼努埃尔帮他支付了赎金。）曼努埃尔希望在耶路撒冷王国内重建东正教耶路撒冷牧首区，并安排博希蒙德三世与其侄孙女狄奥多拉·科穆宁娜结婚。雷纳德于1177年返回耶路撒冷，并与一个丧偶的女继承人米利的斯蒂芬妮结婚。他因此成为卡拉克和外约旦勋爵。鲍德温想让雷纳尔德和蒙特费拉特的威廉在合力保卫王国南部。然而，是年6月，威廉在患病数周后死于亚实基伦，留下守寡的西比拉怀上了未来鲍德温五世。
八月，鲍德温的表兄佛兰德伯爵腓力一世在十字军期间来到了耶路撒冷。作为鲍德温关系最近的父系男性亲属（他是富尔克的外孙，因此是鲍德温的表兄；雷蒙德是梅丽珊德的外甥，因此是鲍德温父亲的表弟），腓力提出了一系列要求，包括让鲍德温将姐妹嫁给他的封臣，并宣称他自己拥有比摄政雷蒙德更大的权力。耶路撒冷御前会议拒绝了腓力的要求，伊贝林的鲍德温还公开羞辱腓力。感到被羞辱的腓力率军离开了耶路撒冷，转投安条克公国。
11月，鲍德温和雷纳德在著名的蒙吉萨战役中在圣殿骑士团的帮助下击败了萨拉丁。同年，鲍德温允许他的继母王太后玛利亚·科穆宁娜嫁给了伊贝林的巴里安，这对双方来说都是一个和解的举动，但考虑到伊贝林家的野心，此举是存在风险的。之后，在玛利亚的支持下，伊贝林家试图让西比拉公主和伊莎贝拉公主也嫁入他们家。
1178年冬天，国王寡居的姐姐西比拉生下了一个儿子即鲍德温五世。1178年7月，鲍德温国王承认西比拉是王位的下一位继承人。
1179年，鲍德温国王在北方遭遇了一些军事上的挫折。4月10日，他领导了一场对巴尼亚斯的突袭，但被萨拉丁的侄子法鲁克·沙阿挫败。鲍德温的马在战斗中逃跑，为了救他，备受尊敬的司廊长托隆的汉弗莱二世受了致命伤。6月10日，作为对西顿附近骑兵袭扰的回应，鲍德温率领一支部队与黎波里的雷蒙德和圣殿骑士团大团长圣阿蒙德的一起前往迈尔季欧云。他们打败了涉水渡过利塔尼河的袭击者，但遭遇了萨拉丁的主力部队。无法独自一人登马的鲍德温在战斗中落马，不得不在另一位骑士的背上被抬出战场，而他的卫兵在前面开路。国王的继父西顿的雷金纳德也救下了一些逃亡者，但圣殿骑士大团长圣阿蒙德、伊贝林的鲍德温、雷纳德的养子休都在战斗中被俘虏。8月，萨拉丁围攻勒查斯特雷特，鲍德温四世从耶路撒冷派兵增援，但军队赶到前，城堡就被萨拉丁攻陷。

## 相關電影作品
2005年上映的（Kingdom of Heaven）講述了保衛耶路撒冷的故事，其中爱德华·诺顿（Edward Norton）飾演鮑德溫四世，由於電影將其描敘為智慧及品格足以與薩拉丁相互抗衡的領袖，配以終日配戴鐵面具的神祕外貌，從而大幅提高其正面形象，儘管電影情节过程與歷史史實出入不小。